# Kiefernholznematode
Der Kiefernholznematode (Bursaphelenchus xylophilus) ist ein Fadenwurm, der in Nordamerika (USA, Kanada) heimisch ist und dort Kiefernarten befällt. Der Kiefernholznematode verursacht in seiner Heimat an den dort vorkommenden Nadelbäumen keine Schäden. Außerhalb seines Verbreitungsgebietes gilt er mittlerweile als einer der gefährlichsten invasiven Schadorganismen und wird als Quarantäneschaderreger eingestuft. Dort sterben befallene Bäume bei für den Nematoden optimalen Bedingungen innerhalb kürzester Zeit ab.

## Biologie und Schadsymptome
Der ca. 1 mm lange parasitische Fadenwurm benötigt Temperaturen von durchschnittlich über 20 °C im Juli/August. Mit seinem Mundstachel sticht der Kiefernholznematode Pflanzenzellen zur Nahrungsaufnahme an. Die Nematoden dringen durch diese Verletzungen in das Holz ein und vermehren sich unter optimalen Bedingungen im wasserführenden Holzgewebe explosionsartig. Dadurch wird der Wassertransport des Baumes verhindert. Zur Verbreitung benötigt der Nematode einen sogenannten Vektor, der ihn von Baum zu Baum überträgt. Hauptvektoren sind Bockkäfer der Gattung Monochamus, die die Nematoden beim Reifungsfraß und der Eiablage übertragen.
Durch eine Infektion mit Kiefernholznematoden geht die Harzproduktion des Baumes zurück und die Nadeln verfärben sich erst gelb und dann braun, fallen jedoch nicht ab. Dadurch entstehen rötlich-braune, unspezifische Welkeerscheinungen und der Baum stirbt schließlich schnell ab. Die als Vektor dienenden Bockkäfer legen ihre Eier an geschwächten Bäumen oder an frisch gefälltem, berindetem Holz ab. Dort werden die sich entwickelnden Käfer von den Nematoden besiedelt und beim Reifungsfraß der Käfer an frischen Nadeln auf gesunde Bäume übertragen.
Eine definitive Infektion durch Kiefernholznematoden kann nur festgestellt werden, indem das Holz im Labor untersucht wird.
Befallen werden vor allem Kiefernarten wie Waldkiefer (Pinus sylvestris), Schwarzkiefer (Pinus nigra), See-Kiefer (Pinus pinaster), Bergkiefer (Pinus mugo) und Aleppokiefer (Pinus halepensis).

## Verbreitung
Anfang des 20. Jahrhunderts gelangte der Kiefernholznematode mit Rundholzlieferungen oder mit Verpackungshölzern nach Japan. Danach breitete sich der Nematode bis nach China, Taiwan, Südkorea und Mexiko aus und wurde 1999 erstmals in der EU südlich von Lissabon in Portugal an der See-Kiefer (Pinus pinaster) nachgewiesen. Seitdem sind Nachweise in Spanien und auf Madeira bekannt. Vermutlich gelangten die Nematoden ebenfalls in Verpackungsholz mithilfe von Bockkäfern aus Asien in die EU; in Portugal und Spanien sorgt der Bäckerbock (Monochamus galloprovincialis) für die Verbreitung der Nematoden.
Alle Mitgliedsstaaten der EU sind verpflichtet, jährliche Erhebungen zum Vorkommen des Kiefernholznematoden durchzuführen.

## Risiko für Deutschland, Österreich und die Schweiz
Unter derzeitigen Klimabedingungen sind keine Schäden in Deutschland oder Österreich zu erwarten. Um pathogene Wirkung entfalten zu können, benötigt der Kiefernholznematode Durchschnittstemperaturen von 20 °C in den Monaten Juli und August. Allerdings ist er auch unterhalb dieser Temperatur in der Lage, sich in Bäumen anzusiedeln und so einen latenten Befall zu bewirken. Daher können sich die Nematoden auch in Deutschland entwickeln. In der Schweiz könnte sich der Kiefernholznematode in den warmen inneralpinen Tälern der Kantone Wallis und Graubünden gut entwickeln. Infolge der Klimaerwärmung erscheint es nicht unrealistisch, dass der Kiefernholznematode nach Mitteleuropa verschleppt wird und dann auch in Deutschland Schäden verursacht.

## Galerie

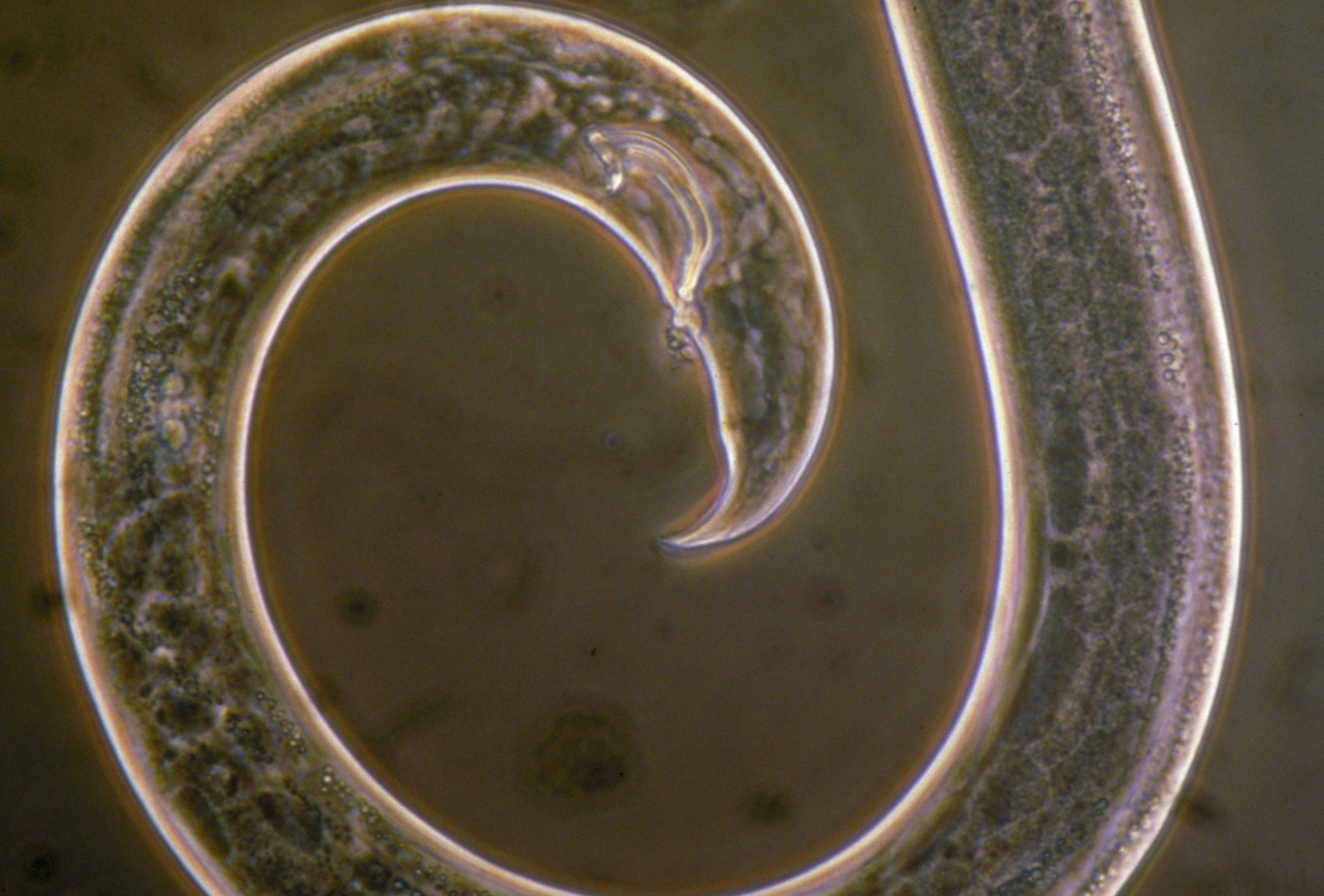
B. xylophilus unter dem Mikroskop
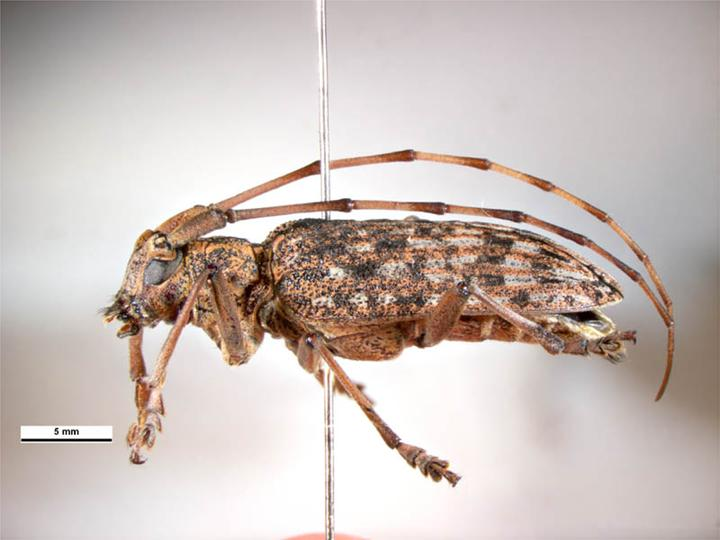
Monochamus alternatus Hauptvektor in Japan
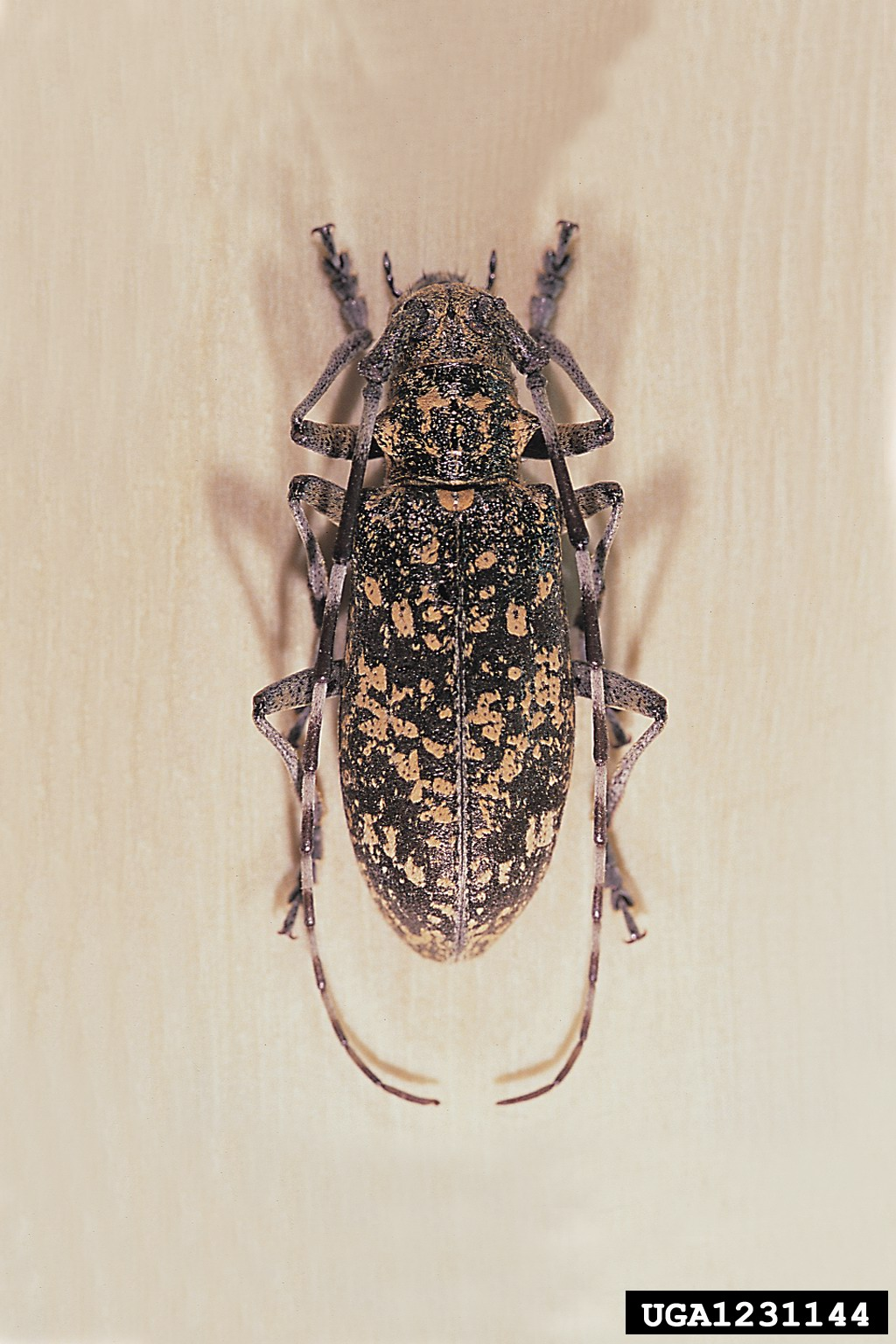
M. saltuarius, Sekundärvektor in Japan
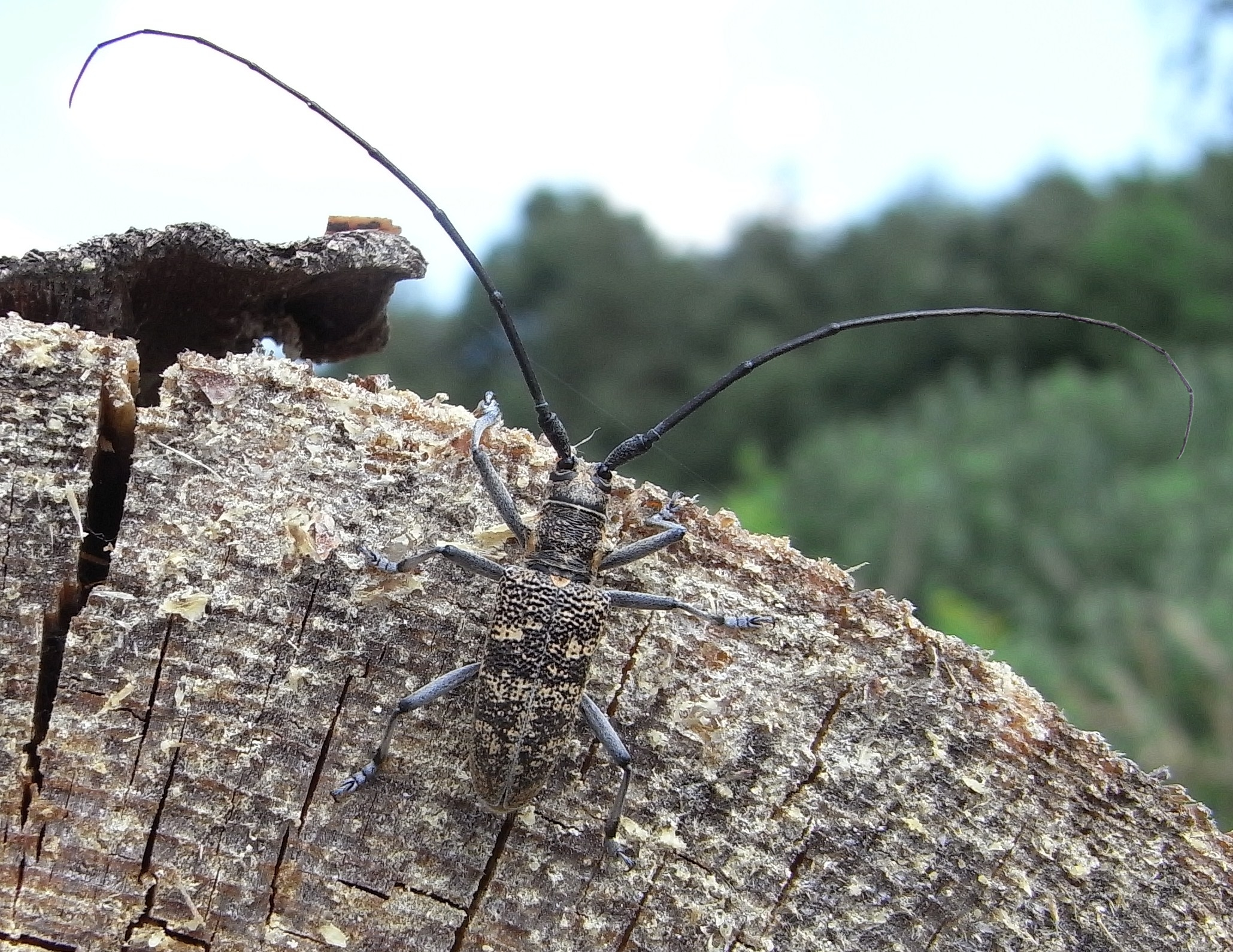
M. galloprovincialis, Hauptvektor in Europa
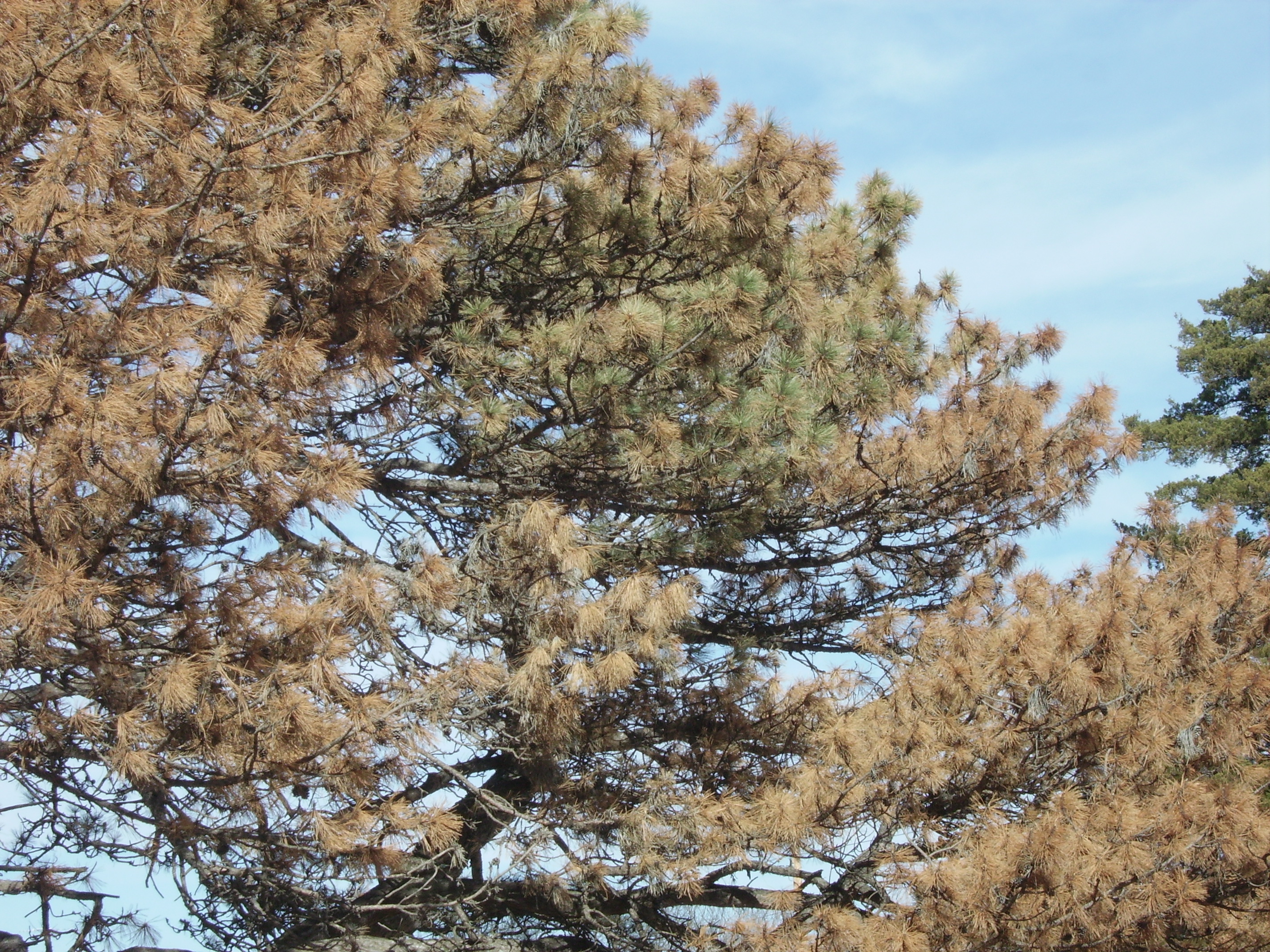
Schwarzkiefer mit Welkeerscheinungen
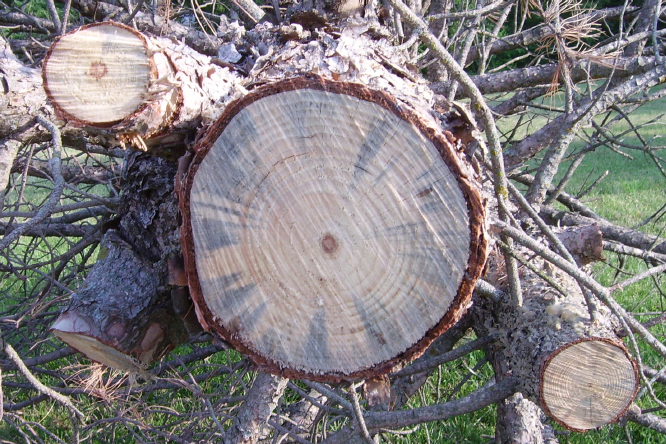
Gefällte befallene Schwarzkiefer
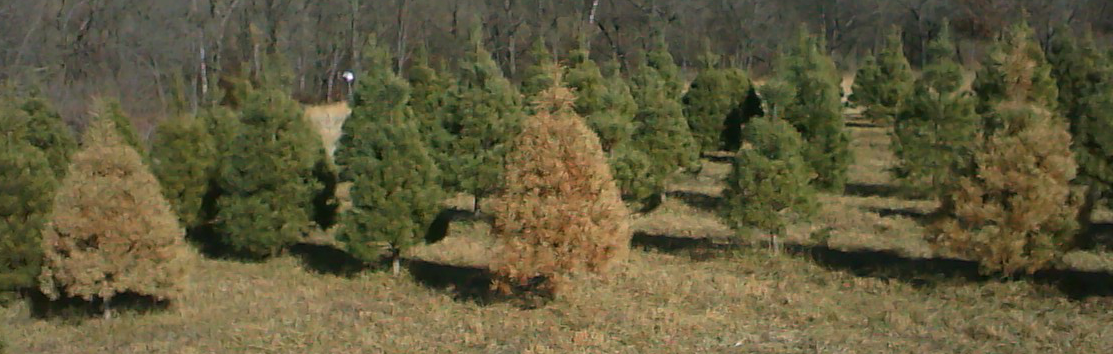
Befallene Waldkiefern